# Consejo Suramericano sobre el Problema Mundial de las Drogas

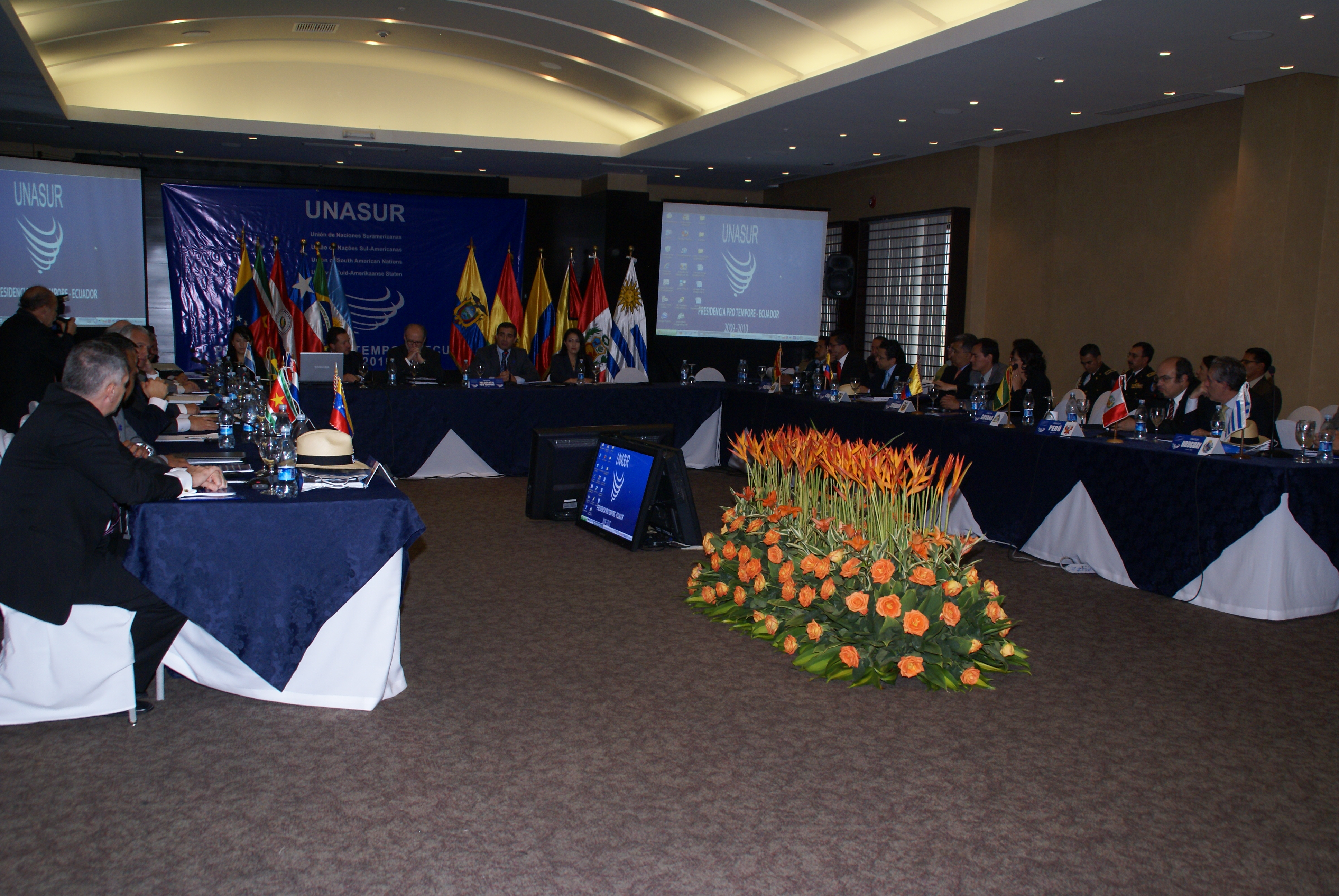
IV Reunión de Viceministros y Expertos del Consejo de Lucha contra el Narcotráfico de UNASUR

El Consejo Suramericano de Lucha contra el Narcotráfico (CSLCN) de la Unión de Naciones Suramericanas (UNASUR), es un consejo ministerial de unasur creado el 10 de agosto de 2009.
El presidente de la República de Ecuador, Rafael Correa, propuso este consejo el 28 de agosto de 2009, como mecanismo de la región para dictar políticas regionales en torno al tema de la producción de drogas, asimismo el mandatario ecuatoriano sostuvo que la región suramericana debe establecer este mecanismo para crear su propia política antidrogas.
El CSLCN, es un foro de consulta, coordinación y cooperación en materia de prevención y lucha contra el problema mundial de las drogas, en concordancia con las disposiciones del  Tratado Constitutivo de UNASUR.
El Consejo tuvo su primera reunión, a nivel de Viceministros y Expertos, el 28 y 29 de enero de 2010, en Quito, Ecuador, para iniciar el debate del proyecto de Estatuto, propuesto por el país.
Las delegaciones de los Países Miembros que han participado en las reuniones técnicas del CSLCN representan a Ministerios de Gobierno o del Interior y Entidades especializadas que manejan el tema de narcotráfico en la región suramericana.
La II Reunión de Viceministros y expertos del Consejo suramericano de Lucha contra el Narcotráfico se realizó en Quito, el 4 de marzo de 2010 para continuar con el análisis de las propuestas y observaciones al borrador del Proyecto de Estatutos.
Por tercera ocasión, los Viceministros y Expertos del CSLCN se reunieron, bajo la modalidad de videoconferencia, el 15 de marzo pasado, en la cual se hicieron nuevos aportes y observaciones al documento borrador de Estatutos.
La cuarta reunión de Viceministros y Expertos del CSLCN, se realizó en Quito, en abril, que tuvo como objetivo principal aprobar el Estatuto que rige las actividades del Consejo Suramericano de Lucha contra el Narcotráfico.

UNASUR